# Counting Crows

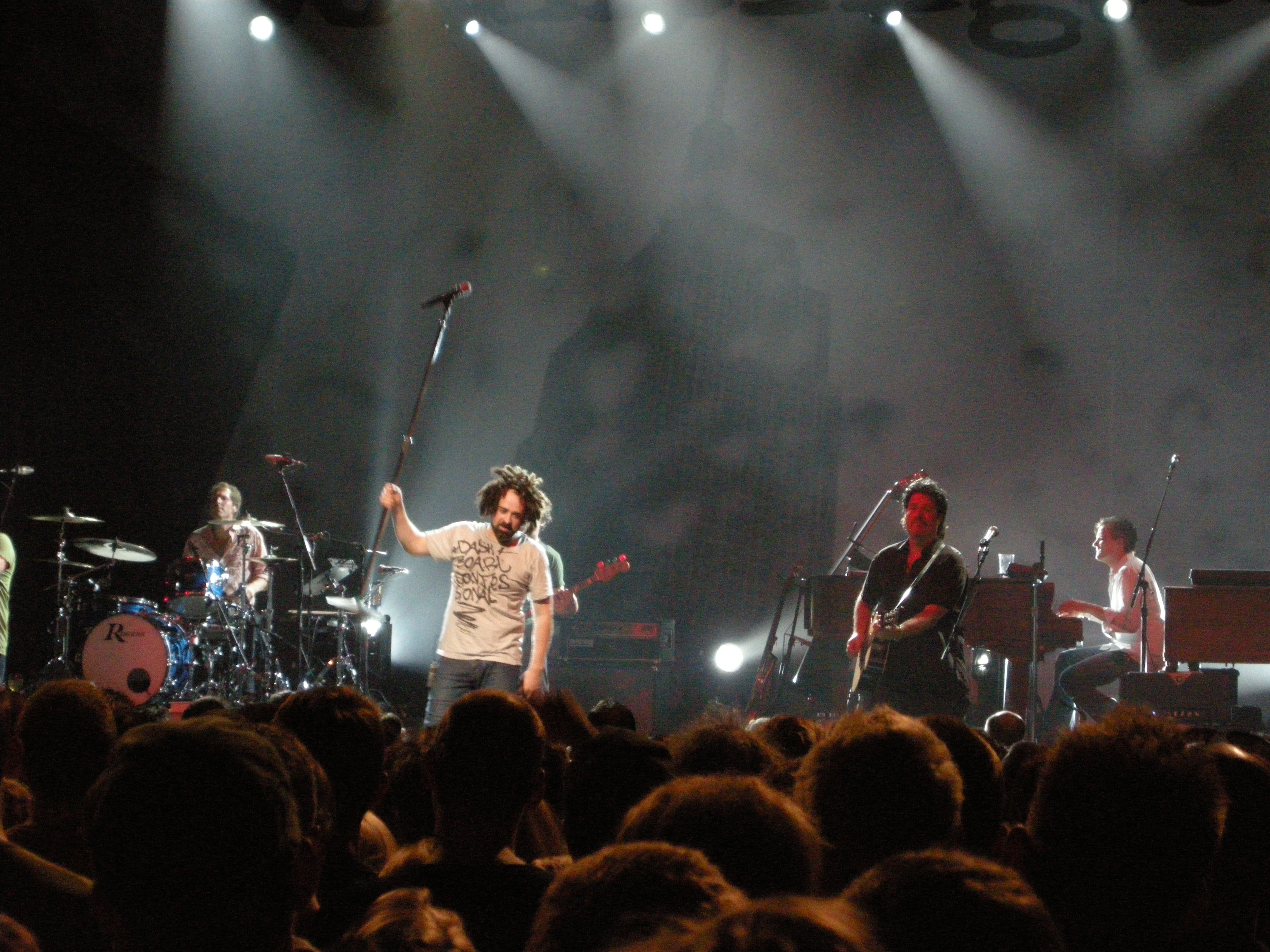
Counting Crows a Brussel·les.

Counting Crows és un grup nord-americà, originari de Berkeley, Califòrnia, que es va crear al voltant de l'any 1991. Es van fer mundialment famosos l'any 1994 amb el llançament del seu primer àlbum August and Everything After, que incloïa el gran èxit Mr. Jones.
Posteriorment han publicat sis àlbums més, incloent-hi una gravació en directe, Across A Wire: Live in New York City(1998) i un disc recopilatori dels seus èxits, Films About Ghosts (the best of Counting Crows)(2003). El seu darrer àlbum es titula Saturday Nights & Sunday Mornings i ha aparegut l'any 2008.

## Guardons
Nominacions
- 1995: Grammy al millor nou artista